# E003 (trasa europejska)
E003 – trasa europejska łącznikowa (kategorii B), biegnąca przez Uzbekistan i Turkmenistan. Długość trasy wynosi 1000 km.
Przebieg E003:
- Uzbekistan: Utjkuduk
- Turkmenistan: Tasjauz - Aszchabad - Gaudan